# Rossberg (Préalpes)
Pour les articles homonymes, voir Rossberg.
Le Rossberg est une montagne située en Suisse centrale dans le canton de Schwytz et le canton de Zoug. Son point culminant est le Wildspitz à 1 579 mètres d'altitude. Elle est constituée de poudingue (Nagelfluh), une roche instable qui produisit un éboulement en 1806.

## Éboulement de 1806

Photo aérienne (1956).

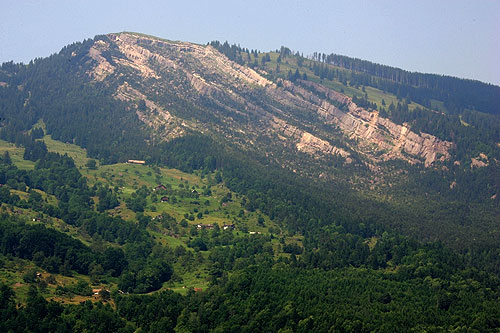
Le Rossberg et la zone de l'éboulement.

Le matin du 2 septembre 1806, à 5 h, un important glissement de terrain se produit au sommet du Rossberg. Des intempéries incessantes et soutenues durant 24 heures avaient rendu la montagne géologiquement instable. Le volume des roches emportées au sud se monte à environ 40 millions de m³. La masse, dont l'épaisseur varie entre 60 et 100 mètres sur 0,5 km2, dévale le long du versant et touche de plein fouet les villages de Goldau et Röthen. Une surface équivalente à 6,6 km2 est dévastée. Un septième du lac de Lauerz est comblé par les blocs.

### Bilan
L'éboulement rase 111 maisons, 220 écuries et étables ainsi que 4 églises ou chapelles. Le bilan humain s'élève à 471 personnes ensevelies, et seules 14 d'entre elles peuvent être dégagées par les secours, soit 457 morts.

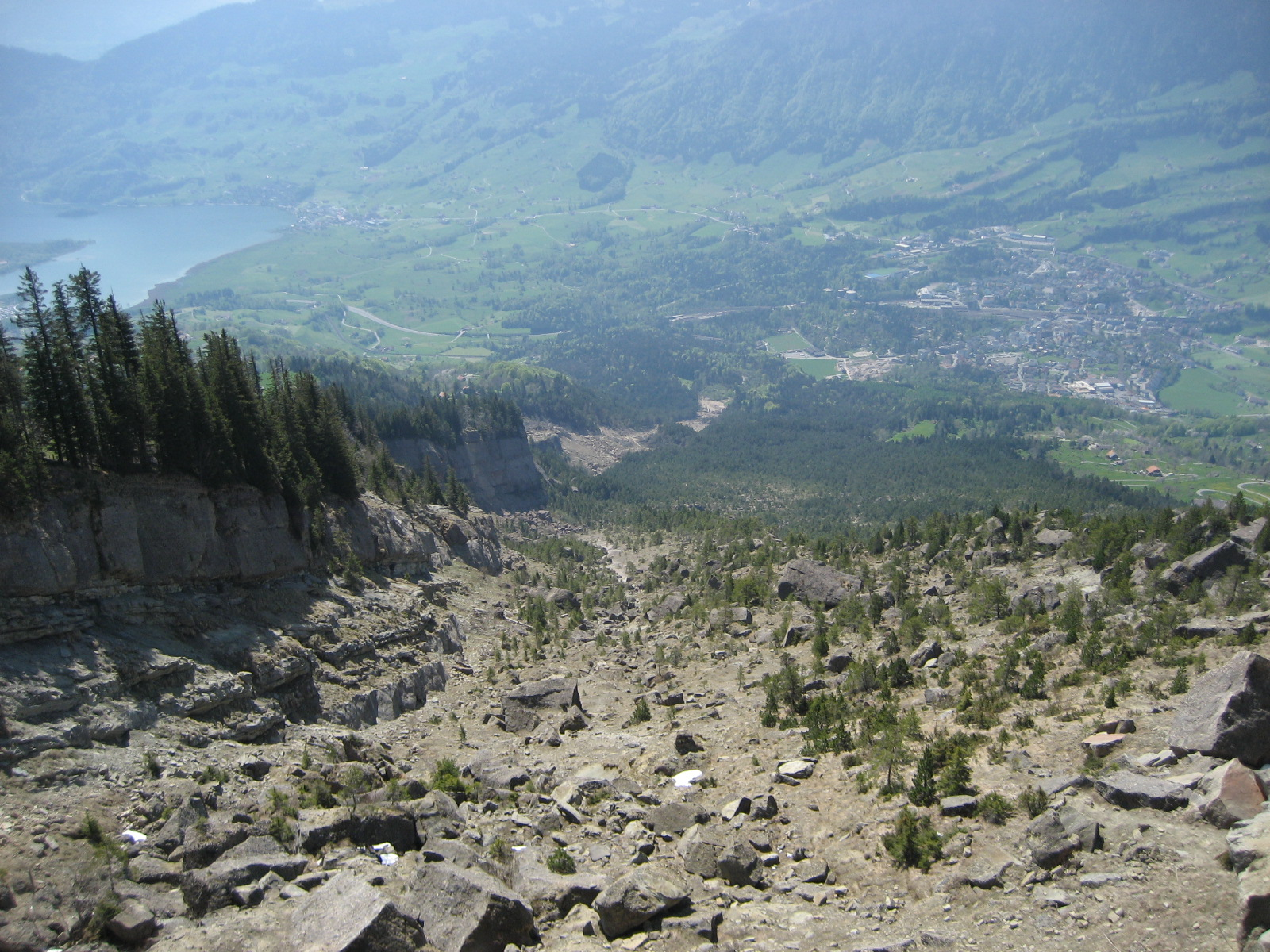
Le site de l'éboulement vu depuis le Gnipen en 2008.

L'entaille laissée par l'éboulement est encore très visible de nos jours. Un sentier mène au sommet du Rossberg en passant à travers l'éboulement. Des blocs de grande taille, vestiges de la catastrophe, sont présents dans la vallée et sur le versant. Un musée a été ouvert à Goldau avec divers documents, photographies et témoignages sur le sujet (Bergsturzmuseum Goldau).